# Bredbladet dunhammer
Bredbladet dunhammer (Typha latifolia) er en mellem 1 og 2,5 meter høj sumpplante, der vokser ved søer og vandløb. Den ligner smalbladet dunhammer, men kan f.eks. kendes på at blomsterstandens hunlige og hanlige del sidder i umiddelbar forlængelse af hinanden (hos Smalbladet Dunhammer findes en afstand på 2-3 cm).

## Beskrivelse
Bredbladet dunhammer er en flerårig urt med en stiv, opret vækst. Stænglerne er hårløse og runde i tværsnit med spredtstillede, toradede, 1-2 cm brede blade. Bladene er linjeformede med parallelle ribber, hel rand og et halvcirkelformet tværsnit. Begge bladsider er hårløse og blågrønne. I bladets indre findes et svampet, luftfyldt væv.
Blomstringen sker i juli. Blomsterne findes i endestillede stande på særlige skud, hvor de hunlige blomster sidder samlet nederst i en kompakt, cylindrisk stand, mens de hanlige sidder ovenover i en mere smal, cylindrisk stand. Det er et kendetegn, at der ikke er afstand mellem den hunlige og den hanlige stand. De to stande er tilsammen ca 30 cm lange. Den tilsvarende længde hos Smalbladet Dunhammer er 15 cm. De enkelte blomster er 3-tallige og børsteformede. De mangler både bæger- og kronblade, og de har heller ikke avner, som kendes fra græs-familien. Frugterne er nødder med frøuld.
Rodnettet består af en kraftig rodknold, der bærer både de overjordiske stængler og de trævlede rødder.
Højde x bredde og årlig tilvækst: 2,00 x 0,25 m (200 x 25 cm/år).

## Voksested
Arten er udbredt i den nordlige, tempererede klimazone, i troperne og de subtropiske områder på begge halvkugler. Derimod findes den ikke i den sydlige del af Afrika, Sydasien, Polynesien og Australien.
I Danmark er den almindelig ved alle vandområder. Overalt er den knyttet til lavvandede rørsumpe med næringsrig bund.
På ejendommen Løgfrøgård i Hjerpsted ved Højer findes arten ved et anlagt vandhul sammen med bl.a. alm. brombær, alm. sumpstrå, tagrør, alm. vandranunkel, gråpil, lysesiv, svømmende vandaks og vejbredskeblad
| Portal | Portal:Botanik |